# Alegrate mi pueblo / Radujte se narodi
Alegrate mi pueblo / Radujte se narodi je treći album sastava Cubismo. Sniman je u studijima Ater u Zagrebu u Hrvatskoj i studiju Megamix u Mariboru u Sloveniji. Izdavač je Aquarius Records godine. Izdan je na CD-u 1999. godine.  

## Popis pjesama
| Br. | Skladba                                          | Trajanje |
| --- | ------------------------------------------------ | -------- |
| 1.  | »Allegrate mi pueblo / Radujte se narodi«        | 5:53     |
| 2.  | »Djetešce nam se rodilo«                         | 2:24     |
| 3.  | »Traigo una buenanueva / Veselje ti navješćujem« | 3:44     |
| 4.  | »En el tiempo de Navidad / U to vrime godišta«   | 3:28     |
| 5.  | »Ave Maria Morena«                               | 4:44     |
| 6.  | »Kyrie eleison«                                  | 3:17     |
| 7.  | »Radujte se narodi«                              | 5:53     |
| 8.  | »U to vrime godišta«                             | 3:27     |

## Izvođači
Za Cubismo su svirali:
- Hrvoje Rupčić - konge, udaraljke, glazbeni producent
- Ricardo Luque - vokal
- Mario Igrec - gitara, električna gitara
- Josip Grah - trompeta
- Nenad Grahovac - trombon
- Zlatan Došlić - klavir
- Krešimir Tomec - bas-gitara, glazbeni producent
- Jurica Ugrinović - timbalesi
- Zdravko Tabain - timbalesi
- Mladen Hrvoje Ilić - bongosi, udaraljke
- Davor Križić - trompeta, krilnica